# 도이 (가수)
도이(본명: 김도이(개명 전 김민주), 1994년 4월 12일 ~ )는 대한민국의 가수이다.

## 학력
- 한림연예예술고등학교 뮤지컬과 (졸업)
- 동국대학교 연극학 학사 (졸업)

## 데뷔 전
- 2018년 - SPAO 겨울 카탈로그 화보